# Ишханская епархия
Ишханская епархия (груз. იშხნის ეპარქია) — историческая епархия Грузинской православной церкви, кафедра которой располагалась в монастыре Ишхани. Основана в середине IX века по инициативе Баграта I Курапалата. Первым епископом был Савва Ишхнели, ближайший соратник Григория Хандзтийского. Епархия охватывала Тортумское и Пархалское ущелье.
Ишханская епархия занимала важное место в церковной иерархии средневековой Грузии. Согласно кодексу XIII века, ишхнели, епископ Ишхани, имел особые привилегии. Во время коронации грузинских царей, если католикос Западной Грузии не мог присутствовать, его обязанности выполнял ишхнели. На праздничном пиру он занимал десятое место среди 36 епископов Восточной Грузии. В Самцхе-Саатабаго он занимал третье место в иерархии, следуя за епископами Ацкури и Кумурдо. На церковных собраниях при царском дворе ишхнели признавался равным католикосу и чкондидели (епископу Чкондиди).